# Geno Pampaloni
Agenore „Geno” Pampaloni (n. 25 noiembrie 1918, Roma, Regatul Italiei – d. 17 ianuarie 2001, Florența, Italia) a fost un scriitor, jurnalist și critic literar italian. Deși a refuzat întotdeauna să-și adune imensa producție critică în volume, Geno Pampaloni este considerat unul dintre cei mai mari cunoscători și critici literari italieni ai secolului al XX-lea.

## Biografie
S-a născut în 25 noiembrie 1918 la Roma din părinți toscani (tatăl provenind din Colle di Val d'Elsa și mama – din Anghiari, sora lui Domenico Guerri) și a absolvit studii secundare la Liceo classico Carducci din Grosseto în 1937. A urmat ulterior studii universitare mai întâi la Universitatea din Florența și apoi la Scuola Normale Superiore di Pisa, unde a obținut în anul 1943 o diplomă (laurea) sub îndrumarea profesorului Luigi Russo.

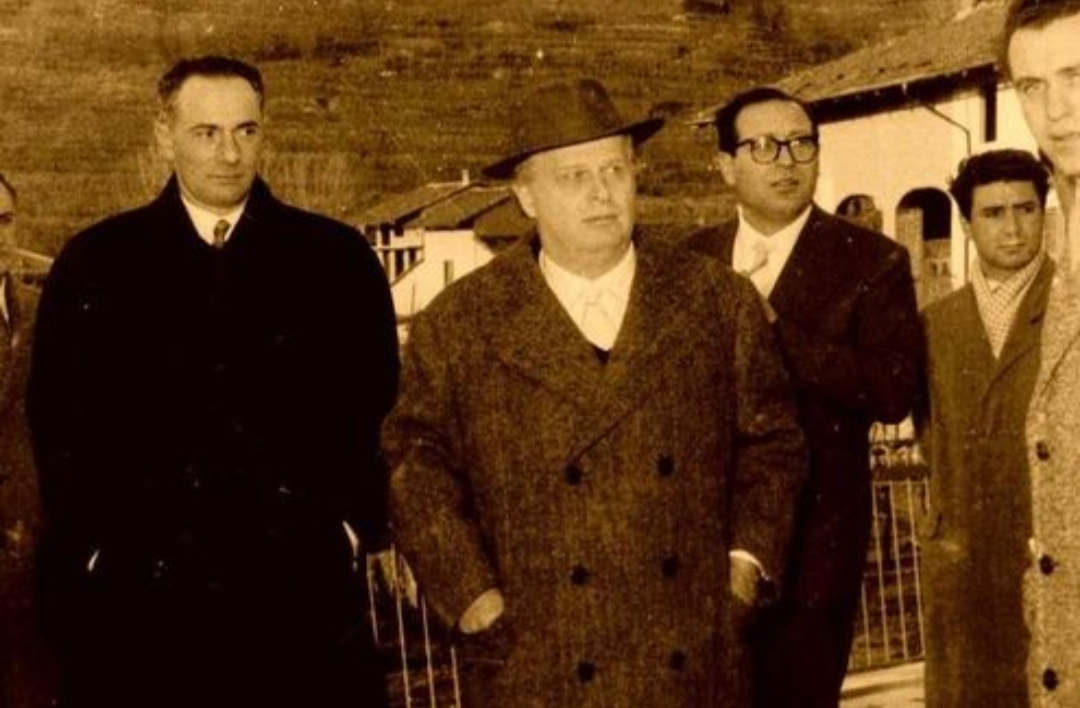
Enrico Mattei, Adriano Olivetti și Geno Pampaloni, vizită la „Ediz. di Comunità” (1952)

Încă din perioada studenției, Pampaloni s-a dedicat criticii literare și din 1938 până în 1940 a colaborat la revista literară Ansedonia, în calitate de director adjunct. În timpul celui de-Al Doilea Război Mondial a luptat în Corsica și Sardinia și apoi, în anii 1944–1945, a fost membru al Corpului de Eliberare a Italiei (Corpo Italiano di Liberazione). Și-a reluat activitatea jurnalistică la Milano ca redactor la Italia Libera, ziarul Partidului de Acțiune, iar, după dizolvarea partidului și închiderea ziarului sus-menționat, a predat la Vercelli și a reînceput activitatea de critic literar. A colaborat apoi, începând din 1948, timp de mai mulți ani cu Adriano Olivetti ca responsabil cultural și secretar general al partidului politic „Movimento Comunità”, ce promova dreptatea socială, și director al ziarului La via del Piemonte. În paralel, a condus în 1953 elaborarea enciclopediei AZ Panorama.
Pampaloni s-a întors în anul 1958 la Florența, unde a lucrat ca director editorial al editurilor Vallecchi și De Agostini. În anul 1967 a început să colaboreze ca jurnalist și critic literar la ziarul Corriere della Sera, iar apoi în cursul anilor 1970–1990 a desfășurat o activitate intensă colaborând cu diverse ziare (Il Giornale, înființat de Indro Montanelli, pe care l-a urmat apoi la ziarul La Voce, Il Tempo) și la numeroase reviste (Millelibri, La Fiera Letteraria, Il Mondo, L'Espresso), atât ca eseist literar, cât și ca „observator atent al obiceiurilor politice și sociale”. În cursul anilor 1990 a colaborat la ziarele La Stampa și La Nazione.
Prin numeroasele sale eseuri, contribuții din volume, recenzii, prefețe și articole, Pampaloni a promovat înțelegerea literaturii italiene a secolului al XIX-lea și mai ales a secolului al XX-lea, prin analize pătrunzătoare ale scrierilor unor autori ca Emilio Cecchi, Italo Svevo, Corrado Alvaro, Vitaliano Brancati, Elio Vittorini, Cesare Pavese, Alberto Moravia, Mario Tobino și mulți alții. Dintre puținele eseuri adunate în volum, trebuie menționate în special cele dedicate lui Pavese (Trent'anni con Cesare Pavese, 1981). Firul său narativ delicat se observă în scurtele scrieri autobiografice precum Buono come il pane (1983), Fedele alle amicizie (1984), Bonus malus (1993), I giorni in fuga (1994), care se remarcă printr-o introspecție profundă introspecție și o analiză fină a mediului social și cultural al epocii sale.
Pampaloni era animat de un profund sentiment religios și căuta fiorul metafizic în scrierile autorilor moderni, fiind mâhnit atunci când observa absența lui. Considera că fără citirea Evangheliei și însușirea valorilor acesteia nu putea fi creată decât o literatură mediocră. Contemporanii săi îl percepeau ca un discipol al criticilor Emilio Cecchi și Pietro Pancrazi și considerau că este moderat deoarece încerca să combine opiniile negative cu gentilețea. Critica sa literară era militantă, reprezentând, în opinia unor autori, o garanție etică și intelectuală a valorii unei opere literare. În casa lui de pe via della Cernaia avea o bibliotecă imensă întinsă pe pereții încăperilor celor câteva etaje și formată din peste 12 mii de cărți și 500 de reviste, de la clasicele lui Dante și Leopardi, la scrierile autorilor italieni din secolul al XX-lea și la edițiile a numeroase reviste de specialitate precum La Voce, Il Caffè, Il Verri, Solaria, il Frontespizio, Lettere d'oggi, L' debarcare, Belfagor, Il Ponte, Il Menabò, Selearte, Il Politecnico, Nuovi Argomenti; colecția sa de carte (formată din 15.000 de volume) a fost donată de copiii săi către Scuola Normale Superiore di Pisa.
Moartea sa la 17 ianuarie 2001 a fost considerată drept trecerea în neființă a unui mare critic literar. În cursul vieții sale, Pampaloni a refuzat să-și adune scrierile critice în volume, dar opera sa a fost publicată postum în volumul Il Critico Giornaliero. Scritti militanti di letteratura 1948–1993 (2001), apărut la câteva luni după moartea sa. La zece ani de la moartea sa, binecunoscuta sa reticență și timiditate a fost amintită, printre altele, într-un elzeviro (eseu pe teme culturale) al lui Pietro Citati.

## Opere
- Giovanni Enriques, Edgardo Macorini, Geno Pampaloni, Collana di Enciclopedie monografiche AZ PANORAMA, Zanichelli, Bologna, 1960
- Terzo Programma. Quaderni trimestrali nr. 1, cu un text de Geno Pampaloni despre Cesare Pavese, ERI Edizioni della RAI, Roma, 1962
- Italo Svevo. Terzo Programma. Quaderni trimestrali nr. 2, ERI, Roma, 1964
- Un poeta e la sua città. Omaggio del comune di Salerno a Alfonso Gatto, cu un eseu de Geno Pampaloni, editat de Pietro Laveglia, Municipio di Salerno, 1964
- Valerio Volpini, Augusto Guzzo, Geno Pampaloni, Libro e Uomo, Collana Universale nr. 116–117, Editrice Studium, 1972
- Monumenti d'Italia. Le Piazze, editat de Franco Borsi și Geno Pampaloni, De Agostini, Novara, 1975
- Geno Pampaloni, Mario Verdone, I Futuristi Italiani. immagini, biografie, notizie, Le Lettere, Firenze, 1977
- Renzo De Felice, Geno Pampaloni, Ettore Paratore, Mario Praz, D'Annunzio, Massimiliano Boni Editore, Bologna, 1978
- Fulvio Roiter, Firenze e Toscana, text introductiv de Geno Pampaloni, comentariu de Giosuè Chiarandia, Magnus Edizioni, Udine, 1980
- Adriano Olivetti: un'idea di democrazia, Edizioni di Comunità, Milano, 1980
- Trent'anni con Cesare Pavese. Diario contro Diario, Rusconi, Milano, 1981
- Giotto ad Assisi. documenti d'Arte, Istituto Geografico De Agostini, Novara, 1981–1998
- Cesare Pavese, Edizioni del noce, 1982
- Notre-Dame e La Sainte Chapelle, documenti d'Arte, De Agostini, Novara, 1982
- "Buono come il pane" e altre memorie di giovinezza e di morte, Collana Narratori nr. 68, All'insegna del pesce d'oro, Scheiwiller, Milano, 1983
- Monumenti d'Italia. Ville e Giardini, editat de Franco Borsi și Geno Pampaloni, De Agostini, Novara, 1984
- Roma, texte de Geno Pampaloni, W. Pocino, R. Luciani, Cassa di Risparmio–De Agostini, 1985
- Pepi Merisio, Giulio Andreotti, Geno Pampaloni, Città Murate. Italia della nostra gente, ECRA, 1986
- La nuova ruralità. Prefazione del Ministro per l'Agricoltura e le Foreste. Disegni di Altan, Calderini, 1988
- Fedele alle amicizie, Camunia Edizioni, 1984; nouă ed. revizuită și adăugită, Fedele alle amicizie. Il ritratto morale e sentimentale della generazione passata attraverso il fascismo, Collana Gli elefanti. Saggi, Garzanti, Milano, 1992
- I Giorni in Fuga, Collana I Coriandoli, Garzanti, Milano, 1994
- Bonus malus, Collana Nugae nr. 61, Il Melangolo, Genova, 1994
- Anna Maria Biscardi, Colloqui amichevoli con Geno Pampaloni, Polistampa, 1996
- Il Critico Giornaliero. Scritti militanti di letteratura 1948–1993, editat de Giuseppe Leonelli, Collana Arte e Letteratura, Bollati Boringhieri, Torino, 1ª ed. mai 2001
- Edoardo Tiboni (sub îngrijirea lui) Contributi agli studi in Abruzzo su D'Annunzio, Flaiano, Silone / scritti di Carlo Bo, Geno Pampaloni, Edoardo Tiboni Pescara, Ediars, 2001
- Una valigia leggera, editat de Milva Maria Cappellini și Anna Pampaloni, Nino Aragno Editore, 2007
- Poesia, politica e fiori. Scritti su Adriano Olivetti, Edizioni di Comunità, 2016

### Introduceri, eseuri, ediții îngrijite de Pampaloni
- I vangeli apocrifi, editat de Marcello Craveri, cu un eseu de G. Pampaloni, Collana I millenni, Einaudi, Torino, 1969–1976–1991; Collana Einaudi tascabili nr. 12, 1990; Collana Tascabili Biblioteca, Einaudi, Torino 2005–2014.
- Antonio Meocci, Maramad, prefață de G. Pampaloni, Barulli, Roma, 1969.
- Mario Tobino, Le libere donne di Magliano, introd. de G. Pampaloni, Mondadori, Milano, 1970.
- Alberto Moravia, Il disprezzo, introd. de G. Pampaloni, Mondadori, 1971.
- Ignazio Silone, Fontamara, notă introductivă de G. Pampaloni, Milano, Mondadori, 1974.
- Indro Montanelli, Il Generale Della Rovere, introducere de G. Pampaloni, BUR nr. 53, Milano, Rizzoli, 1975.
- Giuseppe Iadanza, L'esperienza meridionalistica di Ottieri, prefață de G. Pampaloni, Bulzoni, Roma, 1976.
- Marino Moretti, In verso e in prosa, ediție îngrijită de G. Pampaloni, Collana I Meridiani, Mondadori, Milano, 1979.
- Alberto Bevilacqua, Una città in amore, introducere de G. Pampaloni, Collana Romanzi nr. 64, BUR, Milano, 1979.
- Carlo Cassola, La casina di Via Valadier, introducere de G. Pampaloni, BUR, Milano, 1980.
- Carlo Castellaneta, La buona compagnia. Romanzo, introducere de G. Pampaloni, BUR, Milano, 1980.
- Ignazio Silone, Severina, prezentare de G. Pampaloni, Milano, Mondadori, 1981.
- Luigi Capuana, Il Marchese di Roccaverdina, introd. de G. Pampaloni, Collana Capolavori della narrativa, De Agostini, Novara, 1982.
- Antonio Meocci, L'uomo tre occhi, prefață de G. Pampaloni, Nuova Fortezza, Livorno, 1982.
- Alberto Moravia, Opere 1927–1947, editată și cu eseu de G. Pampaloni, Collana Classici, Bompiani, Milano, 1986.
- Francesca Sanvitale, Madre e figlia, introducere de G. Pampaloni, Collana Narrativa nr. 781, Oscar Mondadori, Milano, 1986.
- Venturino Venturi, Ritratti, text de G. Pampaloni, Edizioni Galleria Pananti, Firenze, 1987.
- Alessandro Manzoni, I Promessi Sposi, introducere, comentariu critic și note de Geno Pampaloni, De Agostini, 1988–1989.
- Maria Bellonci, Rinascimento privato, introd. de G. Pampaloni, Oscar Mondadori, Milano, 1989.
- Carlo Cassola, La ragazza di Bube, introducere de G. Pampaloni, Collana SuperBur nr. 50, BUR, Milano, 1980–1986–1989–2002–2008.
- Honoré de Balzac, Il Capolavoro sconosciuto, prefață de G. Pampaloni, Collezione Le Lettere nr. 3, Bagno a Ripoli (FI), Passigli, 1990.
- Lorenza Meletti, Mutatur, prefață de G. Pampaloni, Collana Tabula, Book Editore, 1990.
- Corrado Alvaro, Opere. Romanzi brevi e racconti, editat de G. Pampaloni, Collana Classici, Bompiani, Milano, 1994.

## Onoruri
- Membru de onoare al Accademia delle arti del disegno[5]
- Premiul Grifonul de Aur (1992) conferit de Primăria orașului Grosseto[5][19]